# کن مایلز
کنث هنری مایلز (انگلیسی: Ken Miles; ۱ نوامبر ۱۹۱۸ – ۱۷ اوت ۱۹۶۶) مهندس مسابقات اتومبیل‌رانی و راننده بریتانیایی بود که برای دوران رانندگی‌اش در تیم ایالات متحده آمریکا در مسابقات بین‌المللی مشهور است. از خصوصیات بارز اخلاقی وی، میتوان به ریسک پذیری بالای او در هنگام رانندگی در مسابقات اشاره کرد.
وی بر اثر یک سانحه رانندگی حین تمرین در پیست درگذشت. در فیلم فورد در برابر فراری (۲۰۱۹) کریستین بیل در نقش او ظاهر شده است.

## زندگی

### تولد
مایلز در اول نوامبر سال ۱۹۱۸ در ساتن کولدفیلد، در فاصله کوتاهی از شهر بیرمنگام به دنیا آمد. او فرزند اریک مایلز و کلاریس جارویس بود.

### نوجوانی و جوانی
پس از تلاش ناکام برای فرار به ایالات متحده، مایلز در سن ۱۵ سالگی مدرسه را ترک کرد تا به عنوان کارآموز در Wolseley Motors مشغول به کار شود، که او را به دانشکده فنی فرستاد تا دانش خود را در مورد ساخت وسایل نقلیه گسترش دهد. او پیش از خدمت در ارتش سرزمینی انگلیس در جنگ جهانی دوم در مسابقات موتورسیکلت سواری شرکت کرد. مایلز هفت سال بعد را در قسمت مکانیزه گذراند و در سال ۱۹۴۲ به درجه سرگروهبان ارتقا یافت. وی در یک واحد زرهی (تانک) مستقر شد که در سال ۱۹۴۴ در پیاده‌سازی در نرماندی شرکت کرد.

### اتوموبیل رانی
پس از جنگ، او با باشگاه اتومبیلرانی ورزشی وینتیج با بوگاتی، آلفا رومئو و الویز مسابقه داد. وی سپس به یک Ford V8 Frazer-Nash روی آورد.
در سال ۱۹۵۲ مایلز از انگلستان به ایالات متحده نقل مکان کرد و در لس آنجلس کالیفرنیا به عنوان مدیر خدمات توزیع کننده MG در کالیفرنیای جنوبی مستقر شد. در سال ۱۹۵۳، او در مسابقات باشگاه ماشین‌های اسپورت آمریکا ۱۴ پیروزی مستقیم کسب کرد.

## مرگ
اتومبیل فورد جی قرار بود جانشین فورد GT40 Mk.II فاتح باشد و با وجود مشکلاتی در قابلیت اطمینان، در مسابقات آزمایشی بهاری Le Mans پتانسیل خوبی نشان داد. پس از درگذشت والت هانسن در یک اتومبیل فورد جی در حالی که در ماه آوریل در Le Mans کار می‌کرد، تصمیم به قفل کردن اتومبیل J و تمرکز روی Mk IIهای اثبات شده گرفته شد و در ادامهٔ فصل مسابقات قهرمانی اتومبیل ورزشی جهان در سال ۱۹۶۶ پیشرفت اندکی بر روی آن صورت گرفت. سرانجام، در اوت ۱۹۶۶، Shelby American آزمایش و توسعه کار را با مایلز که به عنوان راننده تست اولیه کار می‌کرد، از سر گرفت. J-car دارای یک بخش عقب با ابعاد سبک بود که در آن تئوری‌های آیرودینامیکی کامبک را آزمایش می‌کرد، همچنین یک طرح پانل لانه زنبوری انقلابی (اما بی آزمایش) به آن اضافه شد که قرار بود هم خودرو را سبک کند و هم سفت کند، اما این طرح هرگز روی نمونه‌های ماشین‌های اسپرت پرسرعت به کارگرفته نشد.
کن مایلز با تمام مهارت و شجاعت و افتخاراتش برای فورد GT40 چند ماه بعد از قهرمانی فورد در سال 1966 ،در پیست تمرین به خاطر کار نکردن ترمز و با برخورد به کناره جاده دچار سانحه شد و فوت کرد.